# Collegio plurinominale Lombardia 2 - 02 (2020)
Il collegio elettorale plurinominale Lombardia 2 - 02 è un collegio elettorale plurinominale della Repubblica italiana per l'elezione della Camera dei deputati.

## Territorio
Come previsto dalla legge n. 51 del 27 maggio 2019, il collegio è stato definito tramite decreto legislativo all'interno della Circoscrizione Lombardia 2.
Il collegio comprende la zona definita dai tre collegi uninominali Lombardia 2 - 03 (Como), Lombardia 2 - 04 (Sondrio) e Lombardia 2 - 05 (Lecco) quindi le province di Sondrio, Como, Lecco e i 36 comuni della provincia di Bergamo facenti parte della Circoscrizione Lombardia 2.

## XIX legislatura

### Risultati elettorali
|                               | Fratelli d'Italia                                       | 194 762 | 30,62 | 2 | 358 258 | 56,33 | 3 |  |  |
|                               | Lega per Salvini Premier                                | 103 202 | 16,23 | 1 | 358 258 | 56,33 | 3 |  |  |
|                               | Forza Italia                                            | 54 343  | 8,54  | 1 | 358 258 | 56,33 | 3 |  |  |
|                               | Noi Moderati                                            | 5 951   | 0,94  | – | 358 258 | 56,33 | 3 |  |  |
|                               | Partito Democratico - Italia Democratica e Progressista | 100 595 | 15,82 | 1 | 145 354 | 22,86 | – |  |  |
|                               | Alleanza Verdi e Sinistra                               | 21 741  | 3,42  | 1 | 145 354 | 22,86 | – |  |  |
|                               | +Europa                                                 | 21 168  | 3,33  | – | 145 354 | 22,86 | – |  |  |
|                               | Impegno Civico – Centro Democratico                     | 1 850   | 0,29  | – | 145 354 | 22,86 | – |  |  |
|                               | Azione - Italia Viva                                    | 63 471  | 9,98  | 1 | 63 471  | 9,98  | – |  |  |
|                               | Movimento 5 Stelle                                      | 37 468  | 5,89  | – | 37 468  | 5,89  | – |  |  |
|                               | Italexit                                                | 11 884  | 1,87  | – | 11 884  | 1,87  | – |  |  |
|                               | Italia Sovrana e Popolare                               | 6 878   | 1,08  | – | 6 878   | 1,08  | – |  |  |
|                               | Unione Popolare                                         | 6 050   | 0,95  | – | 6 050   | 0,95  | – |  |  |
|                               | Vita                                                    | 5 851   | 0,92  | – | 5 851   | 0,92  | – |  |  |
|                               | Noi di Centro – Europeisti                              | 751     | 0,12  | – | 751     | 0,12  | – |  |  |
| Totale                        | Totale                                                  | 635 965 | 100   | 7 | 635 965 | 100   | 3 |  |  |
|                               |                                                         |         |       |   |         |       |   |  |  |
| Voti non validi               | Voti non validi                                         | 29 763  | 4,47  |   |         |       |   |  |  |
| Votanti                       | Votanti                                                 | 665 728 | 69,09 |   |         |       |   |  |  |
| Elettori                      | Elettori                                                | 963 512 |       |   |         |       |   |  |  |
|                               |                                                         |         |       |   |         |       |   |  |  |
| Data: 25 settembre 2022       |                                                         |         |       |   |         |       |   |  |  |
| Fonte: Ministero dell'interno |                                                         |         |       |   |         |       |   |  |  |

### Eletti

#### Eletti nei collegi uninominali
Eletti nella coalizione di centro-destra (FdI - Lega - FI - NM)
| Collegio uninominale | Eletto | Eletto              | Partito          |
| -------------------- | ------ | ------------------- | ---------------- |
| 3. Como              |        | Nicola Molteni      | Lega             |
| 4. Sondrio           |        | Giancarlo Giorgetti | Lega             |
| 5. Lecco             |        | Maurizio Lupi       | Noi con l'Italia |

#### Eletti nella quota proporzionale
| Fratelli d'Italia               | Lega            | Partito Democratico-IDP | Azione - Italia Viva | Forza Italia    | Alleanza Verdi e Sinistra |
| ------------------------------- | --------------- | ----------------------- | -------------------- | --------------- | ------------------------- |
|                                 |                 |                         |                      |                 |                           |
| Sara Kelany Novo Umberto Maerna | Eugenio Zoffili | Chiara Braga            | Maria Chiara Gadda   | Stefano Benigni | Devis Dori                |